# Ophirion mirabile
Ophirion mirabile là một loài ruồi trong họ Tachinidae.